# Universidad Católica Argentina

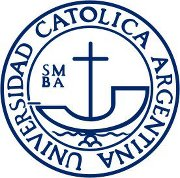

De Universidad Católica Argentina (UCA) (volledige Spaanse naam: La Pontificia Universidad Católica Argentina Santa María de los Buenos Aires) is een Argentijnse, katholieke, particuliere instelling voor universitair onderwijs. De universiteit is gevestigd in de wijk Puerto Madero in Buenos Aires. Volgens QS World University Rankings stond de UCA in 2015 op de 26ste plaats van de ranglijst van 300 Latijns-Amerikaanse universiteiten.

## Geschiedenis en voorlopers van de UCA

### Universidad Católica de Buenos Aires (Katholieke Universiteit van Buenos Aires)
De eerste voorloper van de UCA was de Universidad Católica de Buenos Aires. Dit instituut, met een faculteit voor Rechtsgeleerdheid, heeft bestaan van 1910 tot 1922. Het was genoodzaakt te sluiten omdat de opleidingen niet wettelijk erkend waren.

### Cursos de Cultura Católica (C.C.C.) (Cursussen voor Katholieke Cultuur)
In 1922 werd het C.C.C. opgericht, later hernoemd tot Instituto Católico de Cultura de Buenos Aires (Katholiek Instituut voor Cultuur van Buenos Aires). Het aanbod bestond uit katholiek universitair onderwijs in de richtingen Filosofie, Economie en Kunst. Deze opleidingen legden de basis voor de curricula van het latere UCA.

### Vrijheid voor particuliere universiteiten
De eerste universiteiten van Argentinië werden gesticht door de katholieke kerk, maar deze werden onteigend vanwege het monopolie van de staat op universitair onderwijs. De katholieke kerk streefde naar afschaffing van dit monopolie. Een in Argentinië bekende voorvechter van dit doel was José Manuel Estrada.
In 1955 zorgde Atilio Dell'Oro Maini, toenmalig minister van Onderwijs, voor een wet waarmee particulier onderwijs werd toegestaan. Dit betekende dat particuliere instituten nu ook erkende universitaire diploma's konden uitgeven. Dankzij de wet voor particulier onderwijs kon op 8 juni 1956 de Universidad Católica de Córdoba (Katholieke Universiteit van Córdoba) worden opgericht, evenals een aantal andere private hogeronderwijsinstellingen.
In 1958, aan het begin van de regeringsperiode van president Arturo Frondizi, ontstond er echter weer een tegenbeweging. Voor- en tegenstanders (veelal studenten) van de wet voor particulier onderwijs raakten in conflict over de bevoegdheid van particuliere instituten om academische titels toe te kennen. De tegenstanders streden voor een scheiding van kerk en staat (zie ook: laïciteit), waarbij in deze context universitair onderwijs als een staatsaangelegenheid werd gezien. Dit maatschappelijke conflict staat in Argentinië bekend als 'laica o libre' ('laïcistisch of vrij'). Radicale groeperingen, bestaande uit onder meer christendemocraten en katholieke nationalisten, slaagden er onder leiding van president Frondizi definitief in om particulier universitair onderwijs toe te staan, waarna er een aantal nieuwe universiteiten werd opgericht.

### Oprichting
Op 7 maart 1958 werd de UCA opgericht middels een verklaring door het episcopaat, waarbij ook de eerste voorlopige statuten werden vastgelegd. De volgende dag benoemde kardinaal Antonio Caggiano aartsbisschop Octavio Derisi tot rector magnificus. Hij stelde ook de leden van de Raad van Bestuur aan, evenals de decanen van de Faculteiten der Rechtsgeleerdheid, Sociale Wetenschappen, Economie en Filosofie.
Op 14 maart kwam de Raad van Bestuur voor het eerst bijeen, voorgezeten door de rector magnificus en de raadsleden dr. Angel J. Battistessa, decaan Guillermo Blanco, dr. Mariano Castex, dr. Atilio Dell'Oro Maini, dr. Augustín de Durañona y Vedia, decaan Luis María Etcheverry Boneo, Prof. Alberto Ginastera, dr. Faustino Legón, dr. Emiliano J. MacDonagh, dr. Francisco Valsecchi, architect Amancio Williams en dr. Ricardo Zorraquín Becú.
Later dat jaar werd de raad van bestuur benoemd. In de loop van 1959 kreeg de UCA de status van rechtspersoon en werd door de toenmalige Argentijnse minister van onderwijs, Luis Rafael Mac Kay, bezocht voor een inspectie. Op 2 november 1959 ondertekende laatstgenoemde een decreet waarmee de UCA wettelijk erkend werd.
De UCA werd op 16 juli 1960 door de Congregatie voor de Katholieke Opvoeding erkend, waarmee het de status 'pauselijk' ('pontificia') kreeg. De UCA is tot op heden de enige katholieke universiteit in Argentinië met pauselijke status.

### Eerste jaren
De UCA had in haar beginperiode 600 studenten, verdeeld over drie faculteiten: de faculteit voor Sociale en Economische Wetenschappen, de faculteit der Rechtsgeleerdheid en de faculteit voor Politieke Wetenschappen en Wijsbegeerte. De universiteit had daarnaast nog een aantal instituten voor onderzoek en onderwijs in specifieke disciplines, die later zouden uitgroeien tot nieuwe faculteiten. Daartoe behoorden instituten op het gebied van taalkunde en literatuur, muziek, fysische mathematica en techniek, natuurwetenschappen en theologie.

## Bestuur
Het bestuur van de UCA bestaat uit de rector magnificus, de Hoge Raad, drie vicerectoren en de secretaris van de universiteit. Verder is er een bestuursraad en heeft elke faculteit een decaan, die op zijn beurt ondersteund kan worden door een vicedecaan en een directiesecretariaat. De huidige rector magnificus is aartsbisschop dr. Víctor Manuel Fernández. De grootkanselier is kardinaal Mario Aurelio Poli, die het stokje overnam van Jorge Mario Bergoglio na diens benoeming als paus Franciscus.

## Faculteiten en instituten

### Buenos Aires
- Faculteit der Economische Wetenschappen

(Decaan: dr. Alicia Caballero)
- Faculteit der Rechtsgeleerdheid

(Decaan: dr. Daniel A. Herrera)
- Faculteit der Geneeskunde

(Decaan: dr. Miguel Ángel Schiavone)
- Faculteit der Sociale Wetenschappen

(Decaan: dr. Liliana Pantano)
- Faculteit der Kunsten en Muziekwetenschappen

(Decaan: dr. Diana Fernández Calvo)
- Faculteit der Fysische Mathematica en Techniek

(Decaan: ing. dr. Roberto Agosta)
- Faculteit der Wijsbegeerte en Letteren

(Decaan: dr. Javier González)
- Faculteit der Psychologie en Psychopedagogiek

(Decaan: dr. Marcelo Noël)
- Faculteit der Landbouwwetenschappen

(Decaan: dr. Jorge Galotta)
- Faculteit der Theologie

(Decaan: dr. Fernando José Ortega)
- Faculteit der Canoniek Recht

(Decaan: dr. Mauricio Landra)
- Instituut voor Universitaire Cultuur

(Directeur: lic. Ricardo Albelda)
- Afdeling Pastorale Actie
(Directeur: Alejandro Seijo)
- Instituut voor Sociale betrokkenheid
(Coördinator: lic. Juan Cruz Hermida)
- Instituut voor Huwelijk en Gezin

(Voorzitter: Alberto G. Bochatey O.S.A)
- Instituut voor Integratie van Kennis

(Coördinator: dr. Horacio García Bossio)

### Santa Fe(Rosario)
- Faculteit der Rechtsgeleerdheid en Sociale Wetenschappen

(Decaan: dr. Nelson Cossari)
- Faculteit der Economische Wetenschappen

(Decano: dr. Guillermo Boggino)
- Faculteit der Chemie en Techniek "Fray R. Bacon"

(Decaan: dr. Francisco Casiello)

### Mendoza(Mendoza)
- Faculteit der Geesteswetenschappen en Onderwijswetenschappen

(Decaan: lic. Augusto Jorge Baracchini)
- Faculteit der Economische en Juridische Wetenschappen

(Decaan: Miguel Ángel Mallar)

### Entre Ríos (Paraná)
- Faculteit "Teresa de Ávila"

(Decaan: dr. Martín Acevedo Miño)

### Buenos Aires (Pergamino)
- Regionaal Centrum Pergamino

## Studentenleven
Binnen de UCA bestaan er voor verschillende studierichtingen verenigingen, die tezamen een federatie vormen: de Federación de Estudiantes de la Universidad Católica Argentina (FEUCA). Deze organisatie behartigt de belangen van studenten en is gesprekspartner van het College van Bestuur van de UCA. Ook staat de FEUCA bekend om het organiseren van interfacultaire sportwedstrijden, waaraan niet alleen studenten, maar ook alumni en docenten deelnemen.

## Alumni
De (in Nederland) bekendste UCA-alumna is koningin Máxima. Tot de UCA-alumni behoren ook vooraanstaande Argentijnse politici, waaronder president Mauricio Macri, gouverneur María Eugenia Vidal en de ministers Alfonso Prat-Gay, José Luis Machinea en Guillermo Dietrich.